# Gornji Sređani
Gornji Sređani je naselje u Republici Hrvatskoj, u sastavu općine Dežanovac, Bjelovarsko-bilogorska županija.

## Opis geografskog položaja
Nalaze se gotovo u središnjem dijelu hrvatskog međurječja Drave i Save, u panonskom prostoru.
Smještaj Sređana je na vrlo privlačnom prostoru u blago valovitoj aluvijalnoj ravnini rijeke Bijele.

## Kratki pregled povijesnog razvoja
Prostor današnjih Sređana ima bogatu prošlost.Prema materijalnim ostatcima moguće je ustvrditi da je to područje bilo naseljeno još u rimsko doba.Njegovu srednjovjekovnu prošlost može se pratiti od 13. stoljeća od kada se u brojnim dokumentima spominju razni nazivi naselja koja su se nalazila u ovom prostoru.
U društvenom životu veliku ulogu obaju Sređana odigrala su vatrogasna društva. DVD Donjih Sređana osnovano je 1928. godine. 1971. godine umjesto starog, izgrađeno je novo vatrogasno spremište. Uz njega izgradili i zvonik koji je zamijenio onaj drveni iz 1926. godine koji se nalazio u neposrednoj blizini. Limenu glazbu Donji Sređani imali su već pred Prvi svjetski rat, ali su svoju najbogatiju djelatnost ispoljili pred Drugi svjetski rat.

## Obilježja reljefa
Visine potvrđuju blagu valovitost prostora koji se nešto strmije uzdiže prema jugu. U Sređanima ovaj reljef ima ulogu jakog poljoprivrednog središta.

## Vode
Režim oborina, količina te reljefni oblici omogućili su razgranatu mrežu tekućica. Glavninu voda u Sređanima sakuplja rijeka Bijela. Izvorište Bijele joj je u zapadnom dijelu Papuka i teče na zapad. Rijeka Bijela je vodotok dug oko 50 km. Bijela je dosta doprinijela naseljavanju mjesta. Rijeka dijeli Papuk. Gornji Sređani imaju i dva potoka – Dabrovica i Prespa koji se ulijevaju u Bijelu. 

## Klimatska obilježja
Kao i u cijeloj središnjoj Hrvatskoj Sređani imaju umjereno – kontinentalnu klimu. Ovaj prostor je izložen klimatskim utjecajima iz perialpskih i panonskih područja. Zbog klimatske povoljnosti Sređani imaju pospješeno ratarstvo.

## Vegetacija & vrste tla
Tla ovog područja su podzoli (pepegrište)  razločitog stupnja plodnosti, a nastala su od lapora i pješčenjaka. Ravni prostor uz podzolizaciju imaju značajku zamočvarivanja i to zbog slabe propusnosti i visoke razine podzemne vode, ali i zbog poplava potoka, naročito u prošlosti. Tlo je ilovasto – glinasto bogato humusom,a ponegdje ima i močvarne crnice. Zbog toga ima mnogo livada, njiva a i oranica koje se moraju gnojiti pa to od ratara zahtjeva držanje stoke, zato je ovaj prostor značajan po stočarstvu.

## Stanovništvo
Empirijski je poznato da je broj stanovništva nekog naselja odraz njegove uloge u prostoru i njegovog gospodarskog značenja. To se može primijeniti i na Gornjim Sređanima. Prvi veći porast stanovništva u Sređanima bio je između 1857. – 1869. godine, što je posljedica intenzivnije poljoprivrede proizvodnje. Od nacionalnih manjina uglavnom se ističu Česi, Mađari, Bosanci i Srbi.
Prema popisu stanovništva iz 2001. godine, naselje je imalo 295 stanovnika te 94 obiteljskih kućanstava.
| broj stanovnika | 211   | 276   | 318   | 418   | 445   | 444   | 491   | 536   | 532   | 510   | 462   | 437   | 392   | 329   | 295   | 265   | 198   |
|                 | 1857. | 1869. | 1880. | 1890. | 1900. | 1910. | 1921. | 1931. | 1948. | 1953. | 1961. | 1971. | 1981. | 1991. | 2001. | 2011. | 2021. |

## Gospodarstvo (industrije, tvrtke)
Ljudi se pretežito bave poljoprivredom, dok neki odlaze u grad na posao. Od poljoprivrednih grana ljudi se uglavnom bave ratarstvom i stočarstvom, ali neki i ovčarstvom.

## Funkcije sela
U Gornjim Sređanima postoji kapelica sv. Mateja koja služi za obred svete mise. U jednoj bilješci iz 1757. godine navodi se da je drvena, bez zvonika i zvona, i da se nalazi na groblju. Nova kapela je sagrađena 1791. godine. A kapela je tek 1926. godine bila u funkciji. Kapela nije bila od tvrdog materijala pa su stanovnici ovog mjesta pripremili materijal i sagradili tek 1924. godine. Novonastala crkva bila je blagoslovljena tek 1926. godine.Naglo povećanje stanovništva između 1861. i 1909. godine posljedica su velike imigracije Čeha, Mađara i drugih nacionalnosti u tom selu. Katolici broje većinu vjernika u Sređanima.
Selo ima i školu sagrađenu 1897. godine a polazila su ju djeca iz Donjih i Gornjih Sređana. Prvi učitelj bio je Franjo Vilfing. To je škola Vladimira Nazora koja ima dvadesetak učenika od 1. do 4. razreda.
Nk Mlinar osnovan je 1982. godine. Osnovala ga je skupina mladih ljudi iz G.Sređana. Klub nosi naziv MLINAR po lokalnom mlinu čiji je vlasnik G.Franjo Bedi u ono vrijeme bio jedan od glavnih sponzora kluba. Klub se natječe u drugoj županijskoj nogometnoj ligi BBŽ te jako dobro kotira u njoj!